# Szypowce
Szypowce – wieś na Ukrainie w rejonie czortkowskim należącym do obwodu tarnopolskiego.
W czasie okupacji niemieckiej polska mieszkanka wsi Teodora Szewczyk ukrywała pięcioro Żydów, za co w 1993 roku Instytut Jad Waszem uhonorował ją tytułem Sprawiedliwej wśród Narodów Świata.